# 日本地震再保険
日本地震再保険株式会社（にほんじしんさいほけん、英: Japan Earthquake Reinsurance Co., Ltd.）は、国内の家計地震保険を一手に引き受ける再保険会社として地震再保険制度の中心にあって、日本国政府、民間の損害保険会社との再保険手続きを行うとともに、契約者から預かった保険料の管理・運用を行う日本で唯一の家計地震保険の再保険会社である。

## 詳細
地震保険に関する法律に基づいて、家計地震保険の再保険業務を取り扱う唯一の企業として、日本地震再保険は1966年5月30日に設立された。
設立当時、日本国内の損害保険会社20社の出資で設立された。現在、同社の株主は東京海上日動火災保険・損害保険ジャパン・三井住友海上火災保険・あいおいニッセイ同和損害保険のほか損害保険各社が名を連ねている
同社の事業内容は家計地震保険の再保険であり、保険加入者とは直接に地震保険契約を締結しない。
同社は元受の民間損害保険各社等や日本国政府と以下のように地震再保険の特約、契約を交わしている。
A特約 - 元受の民間損害保険会社（元受会社）との再保険契約
元受会社各社は地震保険契約の保険責任の全てを日本地震再保険株式会社に100％出再し、日本地震再保険株式会社がその全保険責任を引き受ける。
これにより日本での家計地震リスクは均質・均等化され、日本地震再保険は地震再保険事業者として機能することにより、契約者に確実に保険金が支払われるように日本国政府、損害保険会社、日本地震再保険株式会社の三者で再保険制度（いわばセーフティネット）を組んでいる。
C契約 - 日本国政府への再々保険契約
1回の地震等に基づく保険金の合計額が一定額以上になる場合に、日本国政府から日本地震再保険株式会社に再保険金が支払われる。
B特約 - 元受民間損害保険会社等への再々保険契約
日本地震再保険は日本国政府に出再した部分以外の引き受けた再保険責任の一部を、各社の状況に応じて、元受保険会社（再保険会社のトーア再保険株式会社を含む。）に再々保険する。
民間損害保険各社と日本地震再保険は毎年度の決算に於いて地震保険料とその果実である運用益を積み立て、将来の地震災害に備え累積して危険準備金として積み立てることが「地震保険に関する法律」の施行規則に定められている。
これに拠って、想定困難な巨額な保険金に際しては、日本国政府が再保険によりバックアップし、同社を通じて損害保険会社を支え、地震保険加入者への迅速な保険金支払いが行われる。
更に、特に必要が有る場合には、日本国政府に拠る再保険に拠る保険責任の分担に加えて、「地震保険に関する法律」に基づき同政府の資金の斡旋や融通が行われる。
１回の地震に於ける支払うべき保険金の総額には限度額が設定されており、2021年4月1日現在では、12兆円に設定されている。これは1923年9月1日の関東大震災級の地震が再来した場合の現在の地震保険契約状況に基づく損害額が算出され、その損害額が保険金総支払限度額を超えないように余裕を持たせ設定されており、適時見直されている。
既述の枠組みが構築された後に段階的にこの限度額は引き上げられてきた。
保険金支払総額がこれを超過した場合には、各契約ごとの保険金は削減されうる。
東日本大震災では地震保険の再保険金支払額は1兆2千億円を超えた。大震災発生の初期段階では地震保険制度創設以来、初めて地震保険の再保険金概算払が実施され、政府による再保険金概算払が「地震保険に係る再保険金概算払の省令」に基づき行われ日本地震再保険株式会社を通じて各損害保険会社へ資金が供給された。
なお、保険業法第132条第2項に規定する区分等を定める命令により、同社のソルベンシー・マージン比率の値は行政当局の改善や措置など命令の発動基準の指標としては使用されない。
また、損害保険会社に対する監督指針における責任準備金とその算出方法についても例外的に扱われる。

## 沿革
1966年
5月30日 国内の損害保険会社20社の出資で設立される
6月1日 地震保険事業免許の取得・営業開始